# レントゲン画法
レントゲン画法（レントゲンがほう）、または透明画（とうめいが）とは、児童画の特徴の一つであり、幼児から小学校低学年にかけて現れる。母猫のおなかの中の子猫を描いたり、土の中のイモを描いたりする。食べたケーキがケーキの形のまま食道を通る絵も「レントゲン画」である。

家の中が透けて人物が見えている子供の絵

家の絵を描くとき、あたかもレントゲンで透視したかのように壁を無視して中にいる人物を描くのが代表例である。児童にとって、家のイメージで最も強いのが在住者のイメージだからである。
しかし、人物画を描くときに裸で描くことはしない。裸の人物よりも衣服を着用した人物のほうがイメージが強いからである。
幼児は知っていることをすべて表現しようとするため、このような絵を描くと言われている。G.H.リュケ（1979）は、これを知的リアリズム(intellectual realism)と名づけた。児童期中期になると、見える物を描く視覚的リアリズム(visual realism)へと移行し、その後大小、遠近が正確な遠近法を使うようになる。ピアジェの自己中心性という考え方に影響を与えた。

## 発達と教育の関係
保育所・幼稚園ではイモ掘りをした後に、イモ掘りの絵を描かせる実践が多く取り組まれる。その際、保育士や教諭は、土の中のイモや、土のつぶつぶを描くように誘導している。また、レントゲン画を室内へ掲示することで他の子供に模倣が生じている可能性もある。つまり、教育が生み出した画法ではないかとも言われている。
また、レントゲン画は児童期後期でも描かれている。家を描く時に、庭越しに広いガラス窓を通して室内を見渡す絵を描く。大人は、物を説明するときに紙を何枚も使って説明する。建築で言えば、家の外観、部屋の間取り、内装を別々に説明する。つまり、子供は絵を描く際に、紙が1枚しか与えられないため、すべてを書き込もうとするためにレントゲン画が生じるとも考えられている。条件制約説である。